# 스칸디치
스칸디치(이탈리아어: Scandicci)는 이탈리아 토스카나주 피렌체현에 있는 코무네다. 피렌체에서 남서쪽 6km 거리에 있다.
스칸디치 지역은 1774년에 토리(Torri)라는 명칭으로 있었으나, 인근 코뮤네들과 합치면서 크기가 커졌다.

## 자매 도시
- 프랑스 팡탱
- 독일 프랑크푸르트
- 보스니아 헤르체고비나 사라예보